# Else Starkenburg
Else Starkenburg (Hengelo, 18 februari 1984)
is een Nederlandse sterrenkundige en universitair hoofddocent gespecialiseerd in de geschiedenis van de Melkweg. Ze is verbonden aan de Rijksuniversiteit Groningen.

## Opleiding en carrière
Starkenburg studeerde natuurkunde, sterrenkunde en filosofie aan de Rijksuniversiteit Groningen. Ze promoveerde in 2011 aan de Rijksuniversiteit Groningen op het proefschrift getiteld Galactic Archaeology in and around the Milky Way. Haar promotors waren Amina Helmi en Eline Tolstoy. Na haar promotie werkte ze van 2012 tot 2014 als postdoc in Canada. Van 2014 tot 2020 had ze een eigen onderzoeksgroep bij het Leibniz-Institut für Astrophysik Potsdam (Duitsland). Sinds 2020 is terug bij de Rijksuniversiteit Groningen. Ze leidt daar samen met Amina Helmi de Gaia-onderzoeksgroep.
Van 2022 tot 2027 is Starkenburg lid van De Jonge Akademie van de KNAW. Ze maakt zich hard voor postdocs. Deze wetenschappers met een tijdelijk contract vallen in Nederland vaak tussen wal en schip. Starkenburg pleit voor een inclusiever en breder wetenschapsbeleid waardoor minder talent verloren gaat.

## Onderzoek
Als ‘Melkwegarcheoloog’ onderzoekt Starkenburg de vroege geschiedenis van ons sterrenstelsel. Ze bestudeert daarvoor de oudste generaties sterren in onze Melkweg. Ze was oprichter van de Pristine Survey, een internationaal team dat de oudste sterren en structuren in de Melkweg bestudeert.
Starkenburg ontwikkelt ook nieuwe instrumenten voor telescopen. Ze stond onder andere aan de wieg van een kleurenfilter voor de
Canada–France–Hawaii Telescope (CFHT) op Hawaii. Door de kleurenfilter lichten oude sterren duidelijker op.

## Prijzen en onderscheidingen
- Physikpreis van de Niedersächsischen Akademie der Wissenschaften zu Göttingen (2016)[8]
- Lid De Jonge Akademie van de KNAW (2022-2027)[9][10][11]
- Aspasia-premie van NWO (2023)[12]
- Vidi-beurs van NWO (2020-2025)[13][14]
- Consolidator-beurs van de European Research Counsil (ERC) (2025-2030)[15]
- Pastoor Schmeitsprijs (2025)

## Trivia
Else Starkenburg heeft een jongere zus, Tjitske, die vijf jaar na Else ook in Groningen bij Amina Helmi is gepromoveerd.